# José Francisco Serrano Oceja
José Francisco Serrano Oceja (Santander, 1968) es un periodista, escritor y profesor universitario español. Catedrático de Periodismo en la Universidad CEU San Pablo.

## Biografía
José Francisco Serrano nació en Santander (1968). Realizó sus estudios universitarios de Periodismo en la Universidad Pontificia de Salamanca, donde se licenció y doctoró. Es catedrático de Periodismo en la Universidad CEU San Pablo, en la que fue decano de la Facultad de Humanidades y Ciencias de la Comunicación. En la Asociación de la Prensa de Madrid - APM desempeña diversos cargos: archivero-bibliotecario (2019), director de la revista Cuadernos de Periodistas (2021); y presidente de la Comisión de Publicaciones (2023).
Es colaborador de diversos medios de comunicación: ABC, Cadena COPE, El Confidencial Digital, Religión Confidencial, Trece TV. Ha sido redactor jefe del semanario Alfa y Omega; y trabajó en Radio Santander (Cadena SER) y Radio Vaticano. 

## Publicaciones
Serrano Oceja ha publicado manuales, ensayos y artículos científicos sobre comunicación y periodismo. Entre las monografías destacan: 
- Iglesia y poder en España: del Vaticano II a nuestros días, Madrid, Arzalia Ediciones, 375 pp., 2024, ISBN: 9788419018533.[4]
- Innovar en periodismo: de la desinformación al metaverso [libro electrónico], Valencia, Tirant humanidades, 344 pp., 2023, ISBN: 8419471194.[5]
- Consejos para hablar en público, Madrid, Fundación Universitaria San Pablo CEU, 113 pp., 2021, ISBN: 9788418463327.
- Noticias y algo más sobre la Iglesia, Madrid, Palabra, 160 pp., 2021, ISBN: 9788413680569.[6]
- La sociedad del desconocimiento: Comunicación posmoderna y transformación cultural, Madrid, Ediciones Encuentro, 144 pp, 2019, ISBN: 9788490559673.
- A la caza del voto católico, Madrid, Freshbook, 96 pp., 2019, ISBN: 9788494983320.
- Rouco Varela: el cardenal de la libertad: una vida que se desvela, Barcelona, Planeta, 230 pp., 2014, ISBN: 9788408130253.
- La vocación del profesor universitario, Madrid, CEU Ediciones, 40 pp., 2008, ISBN: 9788496860957.
- Los católicos y la política: encuentros del Cardenal Rouco Varela con políticos católicos, Madrid, San Pablo, 199 pp., 2004, ISBN: 8428526427.[7]
- La Iglesia frente al terrorismo de ETA, Madrid, Biblioteca de Autores Cristianos, 864 pp., 2001, ISBN: 9788479145200.[8]
- Los obispos españoles y las comunicaciones sociales: mensajes de la Comisión Episcopal de Medios de Comunicación Social a lo largo de su historia, Madrid, Edice, 179 pp., 2000, ISBN: 8471414562.